# Shattered City: The Halifax Explosion
Shattered City: The Halifax Explosion is een tweedelige miniserie uitgebracht in 2003 door CBC Television. Het geeft een gefictionaliseerde versie van de Explosie van Halifax, een ramp uit 1917 waarbij een groot deel van de stad Halifax verwoest werd. De film werd geregisseerd door Bruce Pittman en is geschreven door Keith Ross Leckie. De hoofdrollen worden vertolkt door Vincent Walsh, Tamara Hope, Clare Stone, Zachary Bennett, Shauna MacDonald en Ted Dykstra.
Naar Canadese maatstaven was de serie bijzonder duur met een budget van 10.4 miljoen Canadese dollar. De film werd dan ook heftig gepromoot door de CBC en gekoppeld aan een aantal documentaires. De uitzending trok zo'n 1,5 miljoen Canadese kijkers.
De serie kreeg waardering voor het goede gebruik van special effects bij het in beeld brengen van de verwoestingen van de explosie. Over het algemeen werd de serie echter neergesabeld door de filmcritici. Een criticus van de Globe and Mail beschreef het als "afschuwelijk geschreven en geacteerd". Een ander probeerde positiever te zijn en stelde "Bij tijden is er een ploeterig vakkundige kwaliteit in Shattered City." De miniserie won echter verschillende technische prijzen bij Gemini Awards van de Canadese televisie in 2004 (special effects, kostumering, geluid en camerawerk) en won verder alleen de prijs voor de beste ondersteunende rol voor acteur Ted Dykstra.
Serieuze bedenkingen had men over de weergave van de historie in de miniserie. Nazaten van de slachtoffers van de ramp en historici uitten bezwaren tegen de vele verdraaiingen van en vrijheden met de historische werkelijkheid. Significante afwijkingen zijn:
- de toevoeging van een belangrijk subplot met Duitse spionnen in Halifax (De Duitsers spioneerden nauwelijks in Noord-Amerika en hadden helemaal geen spionnen in Halifax);
- de film geeft de tsunami niet weer die veroorzaakt werd door de explosie;
- een samenzwering die ervoor zorgt dat de kapitein van de SS Mont-Blanc en de marine-commandant Frederick Wyatt vrijuit gaan waardoor de loods van de Mont Blanc als zondebok aangewezen werd voor de explosie. (In feite was Wyatt de enige die voor het gerecht gedaagd werd. Hij werd vervolgens vrijgesproken door een jury bestaande uit inwoners van Halifax);
- Commandant Wyatt wordt voorgesteld als een Britse officier. (Hij was Canadees);
- Wyatt zou voorstander zijn van een versoepeling van de regels omtrent de afhandeling van munitie. (Hij ijverde voor strengere veiligheidsregels);
- Wyatt zou ook geweigerd hebben naar de Mont Blanc toe te gaan. (In feite bevond hij zich op een sleepboot om leiding te geven aan de brandbestrijding toen de explosie plaatsvond);
- Kapitein Le Medec wordt afgeschilderd als een lafaard die als eerste van boord van het brandende schip gevlucht zou zijn. (In werkelijkheid was hij de laatste);
- In de nasleep van de explosie zou er slechts minimale noodhulp zijn totdat een Amerikaans contingent hulptroepen twee dagen later arriveerde. (De werkelijkheid was dat de noodoproep van de stationschef om een trein te stoppen ook de hulpverlening van buiten de stad op gang bracht).

## Rolverdeling
- Vincent Walsh - Kapitein Charlie Collins
- Shauna MacDonald - Dr. Barbara Paxton
- Ted Dykstra - Francis Mackey
- Tamara Hope - Beatrix Collins
- Zachary Bennett - Ernest Masterson
- Clare Stone - Constance Collins
- Max Morrow - Courtney Collins
- Paul Doucet - Kapitein Le Medec
- Lynne Griffin - Millicent Collins
- Richard Donat - Patrick Collins
- Gordon Michael Woolvett - Sergeant. Sam Barlow
- Brian Downey - Kapitein Horatio Brannen
- John Dunsworth - Officier McNabb
- Leon Pownall - Commandant Frederick Wyatt